# 皮夏內 (北頓涅茨克區)
49°7′21″N 38°10′32″E / 49.12250°N 38.17556°E
皮夏内（烏克蘭語：Піщане）是位於烏克蘭東部的村莊，由盧甘斯克州北頓涅茨克區的克雷明纳市镇負責管轄。該村始建於1960年，面積5.16平方公里，海拔高度59米，2001年人口307，人口密度每平方公里59.5人。